# Ordnance QF 20 pounder

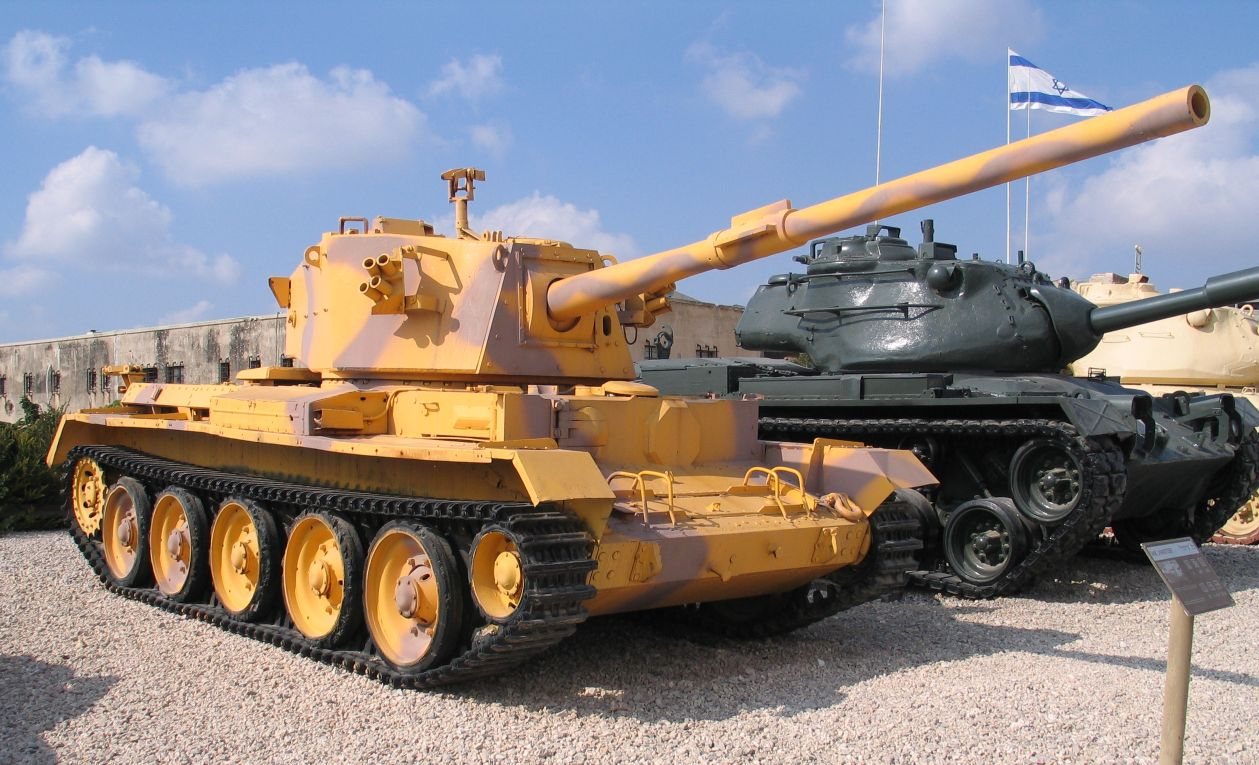
Un chasseur de chars Charioteer équipé d'un QF 20 pounder d'un modèle tardif, reconnaissable à l'extracteur de fumées au milieu du canon.

L‘Ordnance QF 20 pounder (20 pounder ou 20-pdr) est un canon anti-char britannique de calibre 84 mm entré en service en 1948. 

## Historique
Successeur de l'Ordnance QF 17 pounder de la Seconde Guerre mondiale, il équipa le char Centurion et le chasseur de chars Charioteer. 
Au cours de l'insurrection de Budapest de 1956, des Hongrois conduisirent un char soviétique T-54A sur le terrain de l'ambassade du Royaume-Uni. De l'examen de son blindage et de son canon D-10 de 100 mm, les Britanniques conclurent que leur propre canon anti-char QF 20 pounder serait incapable de le vaincre. Ils décidèrent donc d'adopter un canon de 105 mm et il fut donc remplacé par le Royal Ordnance L7 de 105 mm spécialement conçu pour s'adapter à la monture de tourelle du QF 20 pounder à partir de 1959.

## Description
La conception du 20-pdr est basée sur celle du canon de 88 mm allemand des chars Tigre II. Comme celui-ci, le 20-pdr avait une longueur de 66,7 calibres et pouvait tirer des obus perforants à tête balistique (Armour-Piercing Capped Ballistic Capped, ou APCBC). Ceux-ci avaient une vitesse à la bouche de 1020 m/s et pouvaient traverser 21 cm de blindage homogène. Il tirait également des obus perforants à sabot sous-calibrés Armour-Piercing Discarding Sabot (APDS), ayant une vitesse à la bouche de 1465 m/s et capable de traverser 30 cm de blindage. Le 20 pounder pouvait aussi tirer des obus à haut pouvoir explosif et des schrapnels.
| Performance du 20-Pounder et d'armes comparables                                                                                          |                            |                               |
| Efficacité contre blindage homogène (RHA)                                                                                                 |                            |                               |
| canon | Vitesse à la bouche en m/s | Pénétration en mm             |
| 20-Pounder (M3 APDS) | 1465                       | 287 (angle de 90°, à 1000 m)  |
| 85 mm D-48 (BR-372) | 1040                       | 185 (angle de 90°, à 1000 m)  |
| 8.8 cm PaK 43 (firing PzGr 40/43) | 1130                       | 193 (angle de 60°, à 1000 m)) |
| 90 mm M3 (firing M304) | 1021                       | 195 (angle de 60°, à 914 m)   |
| Ces données ne sont pas directement comparable, à cause des méthodes de mesure différentes. Elles donnent cependant un ordre de grandeur. |                            |                               |